# Dipartimento di Yerba Buena
Yerba Buena è un dipartimento collocato nel centro della provincia argentina di Tucumán, con capitale Yerba Buena.
Confina a nord con il dipartimento di Tafí Viejo, a est con il dipartimento di Capital, a sud e a ovest con il dipartimento di Lules.
Secondo il censimento del 2001, su un territorio di 160 km², la popolazione ammontava a 63.707 abitanti.
I municipi del dipartimento sono:
- San Javier
- Cevil Redondo
- Yerba Buena